# Епархия Кингстауна
Епархия Кингстауна (лат. Dioecesis Regalitana) — епархия Римско-Католической церкви с центром в городе Кингстаун, Сент-Винсент и Гренадины. Епархия Кингстауна входит в митрополию Порт-оф-Спейна и распространяет свою юрисдикцию на всю территорию островного государства Сент-Винсента и Гренадины. Кафедральным собором епархии Кингстауна является церковь Успения Пресвятой Девы Марии.

## История
23 октября 1989 года Римский папа Иоанн Павел II выпустил буллу «Diligenter iamdiu», которой разделил епархию Бриджтауна-Кингстауна на епархии Кингстауна и Бриджтауна.
8 июля 2011 года епархия Кингстауна была передана из митрополии Кастри в митрополию Порт-оф-Спейна.
Епархия Кингстауна входит в Конференцию католических епископов Антильских островов.

## Ординарии епархии
- епископ Роберт Ривас OP[2] (23.10.1989 — 19.07.2007), назначен архиепископом-коадъютором Кастри;
  - вакансия (2007—2011);
- епископ Чарльз Джейсон Гордон (8.07.2011 — 22.12.2015);
- епископ Джерард Каунти CSSp (с 22 декабря 2015 года).

## Источник
- Annuario Pontificio, Libreria Editrice Vaticana, Città del Vaticano, 2003, ISBN 88-209-7422-3
- Булла Diligenter iamdiu  (лат.)